# Giovanni Leonardo Bottiglieri
Giovanni Leonardo Bottiglieri (falecido em 1599) foi um prelado católico romano que serviu como bispo de Lettere-Gragnano (1591–1599).

## Biografia
A 14 de janeiro de 1591, Giovanni Leonardo Bottiglieri foi nomeado durante o papado de Gregório XIV como Bispo de Lettere-Gragnano. No dia 3 de fevereiro de 1591, foi consagrado bispo por Filippo Spinola, Cardeal-Sacerdote de Santa Sabina, com César Alamagna Cardona, Bispo de Cava de' Tirreni, e Owen Lewis, Bispo de Cassano all'Jonio, servindo como co-consagradores. Serviu como Bispo de Lettere-Gragnano até à sua morte em 1599.